# Basisregistratie Topografie
De Basisregistratie Topografie of BRT is een basisregistratie van de Nederlandse overheid. De BRT is, kort gezegd, de digitale versie van de topografische kaartbladen van het Kadaster. In de BRT wordt de topografie van heel Nederland van 1 : 250 000 tot schaalniveau 1 : 10 000 op een volgens Europese standaarden gebaseerde wijze door het Kadaster vastgelegd en als open data beschikbaar gesteld voor alle gebruikers in Nederland.
De BRT is sinds 1 januari 2012 kosteloos verkrijgbaar bij het Kadaster. De BRT heeft een eigen wet, sinds 1 januari 2008. Overheden zijn verplicht bij kaartachtergronden de BRT te gebruiken.

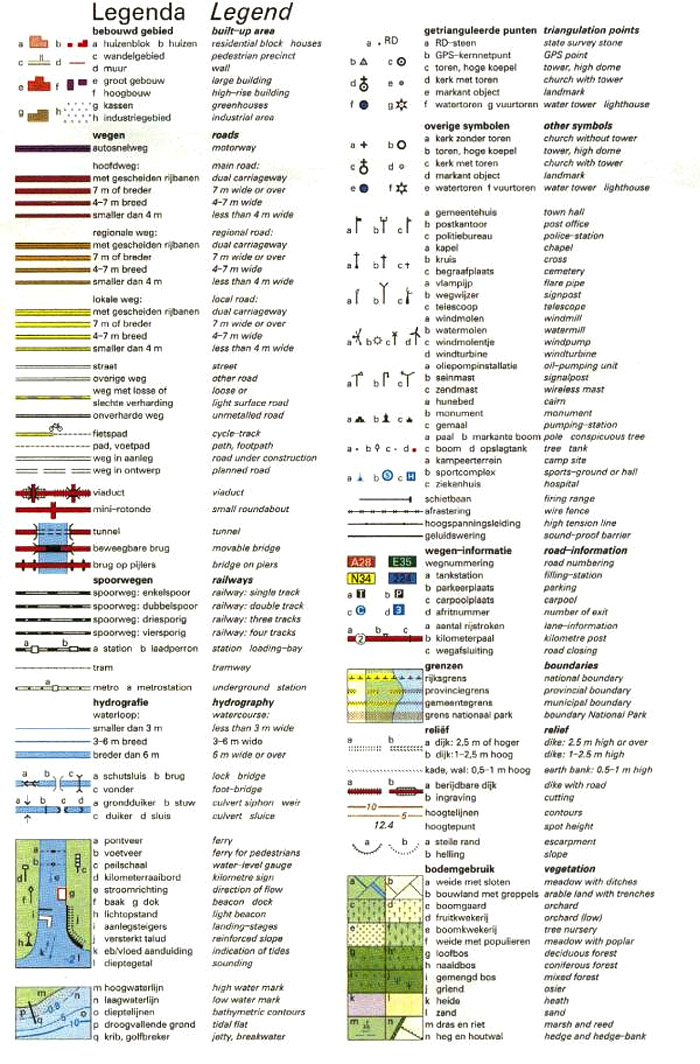
Legenda van de papieren Topografische kaart 1:25.000

## Ontstaansgeschiedenis
De Topografische kaart is ontstaan in de negentiende eeuw. Met name de Krijgsmacht had een toenemende behoefte aan gedetailleerde terreinkaarten. Hiertoe heeft de overheid de Topografische Dienst in het leven geroepen. Nederland werd opgedeeld in topografische kaartbladen van 20 bij 25 kilometer op een schaal van 1 : 25 000 (1 km in het terrein is 4 cm op de kaart). In de twintigste eeuw ontstond de vierjarige actualisatiecyclus van de topografische kaart op basis van landsdekkende luchtfoto's.
In de jaren negentig van de twintigste eeuw nam de digitalisering van kaartmateriaal een grote vlucht. Mede onder invloed van het Europese Inspire-programma en de NEN-standaardisatiecommissie is een digitaal gegevensmodel ontwikkeld. Dit heeft geresulteerd in het gegevensmodel Top10NL. Deze naamgeving is gebaseerd op de digitale dataset 1 : 10 000 die het Kadaster heeft opgezet. Deze digitale set is in 2002 door de Rijksoverheid gebruikt als een kernset voor de Basisregistratie Topografie en onderdeel van het Stelsel van Basisregistraties.

## Eigenaar en beheerder
De Basisregistratie Topografie heeft één bronhouder, ofwel eigenaar van de informatie over dat object. De bronhouder van de BRT is het ministerie van BZK. BZK is ook bestuurlijk beheerder. Het inhoudelijke beheer en verstrekking van de gegevens wordt uitgevoerd door het Kadaster. De digitale verstrekking gebeurt op basis van een Creative Commons-BY-Licentie. Voor de GML-variant is dit kosteloos.

## Opbouw
De Basisregistratie Topografie is feitelijk opgebouwd uit meerdere, afzonderlijk beheerde gegevensbestanden:
- Top10NL. Dit is het meest gedetailleerde topografische bestand en vormt de basisset.
- TopVector. Dit is een digitaal bestand van punten, lijnen en vlakken dat wordt gebruikt voor het genereren van de schalen 1 : 50 000, 1 : 100 000 en 1 : 250 000. Het Kadaster werkt aan het ontwikkelen van de mogelijkheid om deze schalen door geautomatiseerde generalisatie (vereenvoudiging) van de Top10NL te genereren, waardoor het TopVector bestand op termijn overbodig zou moeten worden.
- TopGrenzen. Dit is een digitaal bestand met de gemeentegrenzen, provinciegrenzen en de landsgrens.
- TopRaster. Dit is een verzameling rasterbestanden die worden vervaardigd t.b.v. drukwerk, op de schalen 1 : 25 000, 1 : 50 000 en 1 : 250 000.
- TopNamen. Dit is een digitaal bestand met alle topografische namen op de topografische kaarten. Dit bestand wordt o.a. gebruikt om op de TopRaster de naamlabels goed te positioneren.

## Inhoud
De inhoud van de BRT is vastgelegd in het informatiemodel IMGEO, een datamodel dat aangeeft hoe kaartobjecten moeten worden aangeduid en weergegeven. Het IMGEO is gestandaardiseerd op Europees niveau. De Top10NL (als basisset van de BRT) is conform IMGEO opgebouwd uit de volgende elementen of objectklassen:
- Terreinvlakken (grasland, akkerland, bebouwd, enz.)
- Waterdelen (zee, meren, waterlopen, enz.)
- Wegdelen (weghartlijnen, wegvlakken, paden, veerpontroutes, enz.)
- Spoorbaandeel (hartlijnen van spoor, metro, trambanen)
- Gebouwen (pandcontouren)
- Reliëf (hoogtelijnen op land, dieptelijnen op zee, opvallende hoogteverschillen)
- Inrichtingselementen (vele typen: geluidswallen, gedenknaalden, bomen, hoogspanningsmasten, enz.)
- Registratieve, geografische en functionele gebieden (wijken, campings, enz.)

## Beheer en actualisatie
Nederland wordt periodiek aan de hand van luchtfoto's opnieuw gekarteerd, waarbij voor elke vierkante kilometer alle genoemde elementen opnieuw worden geregistreerd. De actualisatiecyclus was lang een vierjaarlijkse cyclus. Met het enerzijds efficiënter maken van het digitaal intekenen en het anderzijds beschikbaar komen van aanvullende bronnen zoals de Pandcontouren uit de BAG (eveneens een Basisregistratie), is de actualisatiecyclus vanaf 2011 teruggebracht tot 2 jaar. Het Kadaster heeft de ambitie om naar een landelijke actualisatiecyclus van 1 jaar te komen. Ook wordt vanaf 2013 met actuelere luchtfoto's gewerkt, omdat zij door nieuwe orthometrische correctietechnieken sneller beschikbaar komen voor de kartering. Ook wordt de traditionele bladindeling uiteindelijk vervangen door een praktischer landsopdeling.
Net als elke basisregistratie geldt ook voor de BRT een terugmeldplicht voor overheden. Dat wil zeggen dat bij gerede twijfel aan de juistheid van een gegeven, hiervan melding gemaakt dient te worden aan de gegevensbeheerder (het Kadaster). In de praktijk gebeurt dit echter nog beperkt.

## Visualisatie
In de huidige digitale bestanden zijn inhoud en vormgeving (visualisatie van de inhoud) strikt gescheiden. De inhoud kan en mag op verschillende manieren worden vormgegeven op het scherm of op kaartblad, en dit gebeurt dan ook in de praktijk. Hieronder staan vier visualisaties die elk uit dezelfde BRT-inhoud komen, met de kanttekening dat in de Geozet visualisatie voor het wegennet al gebruik wordt gemaakt van de OpenStreetMap. De visualisaties zijn klokgewijs: (a) Kadaster/NEN3610 (Top25raster); (b) Provinciale Risicokaart; (c) Imergis (Wikipedia-stedenkaarten); (d) Overheids GeoZet viewer.

## Toekomst van de BRT
Met de Basisregistratie Grootschalige Topografie (BGT) die in 2018 landsdekkend werd na een ontwikkeltijd van enkele jaren, is er naast de BRT nog een topografische kaart van Nederland beschikbaar. Deze BGT is meer gedetailleerd dan de BRT en kent meerdere gegevensbeheerders, de zogenaamde bronhouders. In de toekomst kan de BRT mogelijk automatisch gegenereerd worden uit de BGT, maar dit is vooralsnog in ontwikkeling.